# Созонова (Исетский район)
Созонова — деревня в Исетском районе Тюменской области России. Входит в состав Бобылевского сельского поселения.

## История
До 1917 года в составе Бобылевской волости Ялуторовского уезда Тобольской губернии. По данным на 1926 год состояла из 1008 хозяйств. В административном отношении входила в состав Лобановского сельсовета Исетского района Тюменского округа Уральской области.

## Население
| 2010 |
| ---- |
| 31   |

По данным переписи 1926 года в деревне проживало 469 человек (218 мужчин и 251 женщина), в том числе: русские составляли 100 % населения.
Согласно результатам переписи 2002 года, в национальной структуре населения русские составляли 98 % из 50 чел.